# Puig Brocà
El Puig Brocà és una muntanya de 203 metres que es troba al municipi de Regencós, a la comarca catalana del Baix Empordà.